# Dean Lukin
Dinko Lukin, detto Dean (Port Lincoln, 26 maggio 1960), è un ex sollevatore australiano.
Ha vinto la medaglia d'oro alle Olimpiadi di Los Angeles 1984, che valevano anche come campionati mondiali, nel sollevamento pesi e in particolare nella categoria pesi supermassimi (oltre i 110 kg).
Ha anche vinto due medaglie d'oro ai giochi del Commonwealth, una nel 1982 e una nel 1986, in entrambi in casi nella categoria pesi supermassimi (oltre i 110 kg).